# 曾杏绯
曾杏绯（1911年3月—2013年7月26日），原名曾瑜，女，回族，江苏常州人，中国画家，曾任中国美术家协会理事。